# Paial
Paial är en kommun i Brasilien.   Den ligger i delstaten Santa Catarina, i den södra delen av landet, 1 400 km söder om huvudstaden Brasília. Antalet invånare är 1 763.
I omgivningarna runt Paial växer huvudsakligen savannskog. Runt Paial är det ganska glesbefolkat, med 23 invånare per kvadratkilometer.